# Rivière Kicking Horse

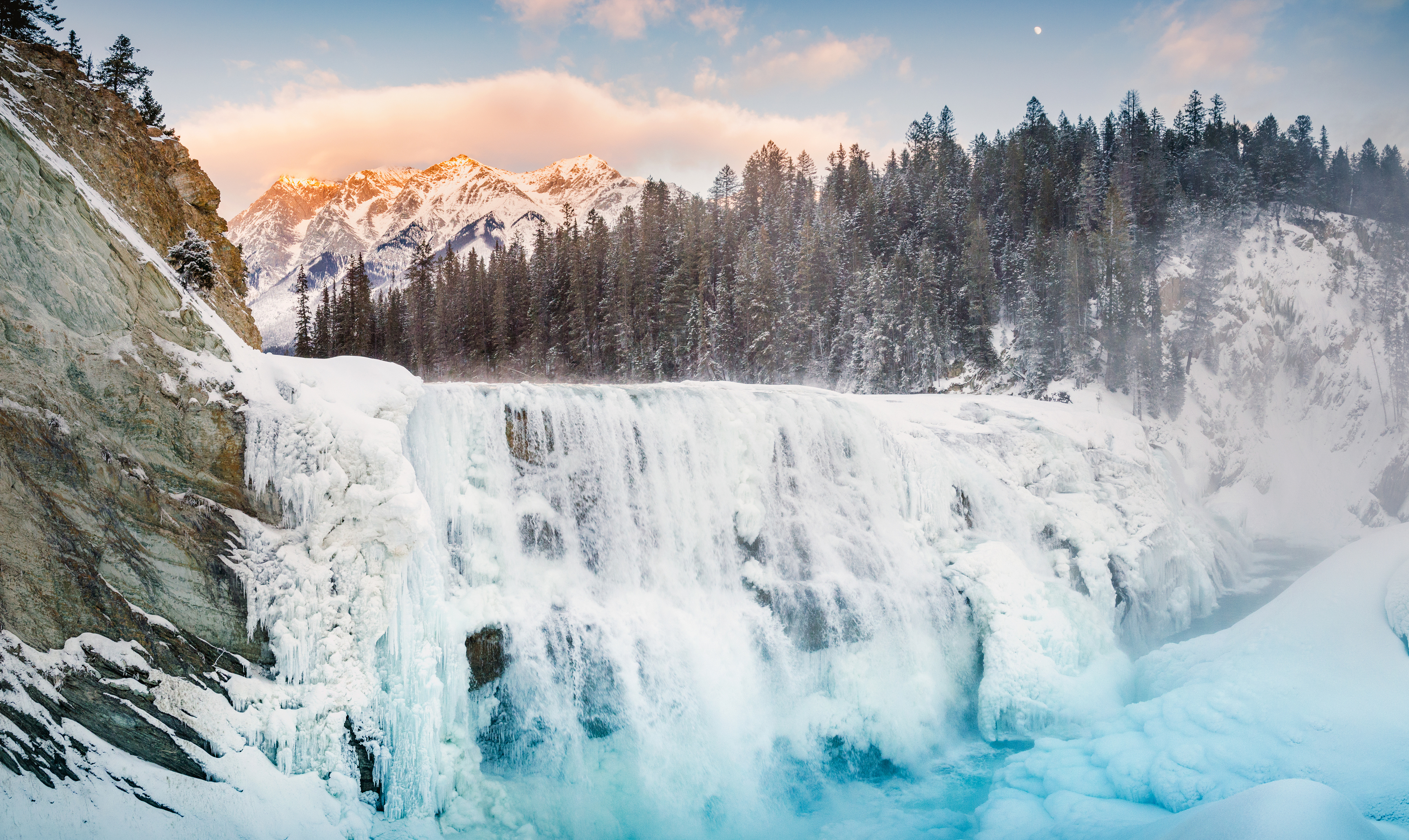
Wapta Falls (Cascade de Wapta) sur la rivière Kicking Horse, en soirée. Janvier 2019.

La rivière Kicking Horse (anglais : Kicking Horse River) est une rivière située dans les Rocheuses canadiennes au sud-est de la Colombie-Britannique, au Canada.

## Géographie
La rivière prend sa source près de Waputik Icefield dans le Parc national Yoho et descend vers le sud-ouest en passant par les villes de Field et de Golden avant de rejoindre le fleuve Colombia.
La rivière fut nommée ainsi en 1858, lorsque James Hector, un membre de l'expédition Palliser, fut gravement atteint par un cheval de l'expédition, tombé dans la rivière. Hector survécut et la rivière et le passage furent nommés ainsi, en souvenir de l'incident. Le col du Cheval-qui-Rue était la route à travers les Rocheuses empruntée par le Canadien Pacifique quand il fut construit dans les années 1880.

## Histoire Naturelle
La Kicking Horse River est inscrite au réseau des rivières du patrimoine canadien (Canadian Heritage Rivers System) depuis janvier 1987, pour sa valeur naturelle et historique.